# Schaeffler Group
Schaeffler ou Schaeffler Group (originalmente em alemão:  Schaeffler-Gruppe; nome completo: Schaeffler Technologies AG & Co. KG) é uma companhia privada de grandes fabricantes de componentes automotivos, aeroespaciais e industriais. O grupo tem várias marcas de produtos, INA, FAG, LuK, Hydrel, e outros. Sociedade matriz é á sociedade anônima Schaeffler AG, que surgiu o 13 de outubro de 2011 da sociedade de pessoas Schaeffler Holding GmbH & Co. KG. No ano 2012, o grupo empregava em 180 locais em todo o mundo mais de 76.000 pessoas, entre elas aproximadamente 29.800 em Alemanha. As vendas mundiais totalizaram 11,1 bilhões de euros em 2012. Sede principal é Herzogenaurach.

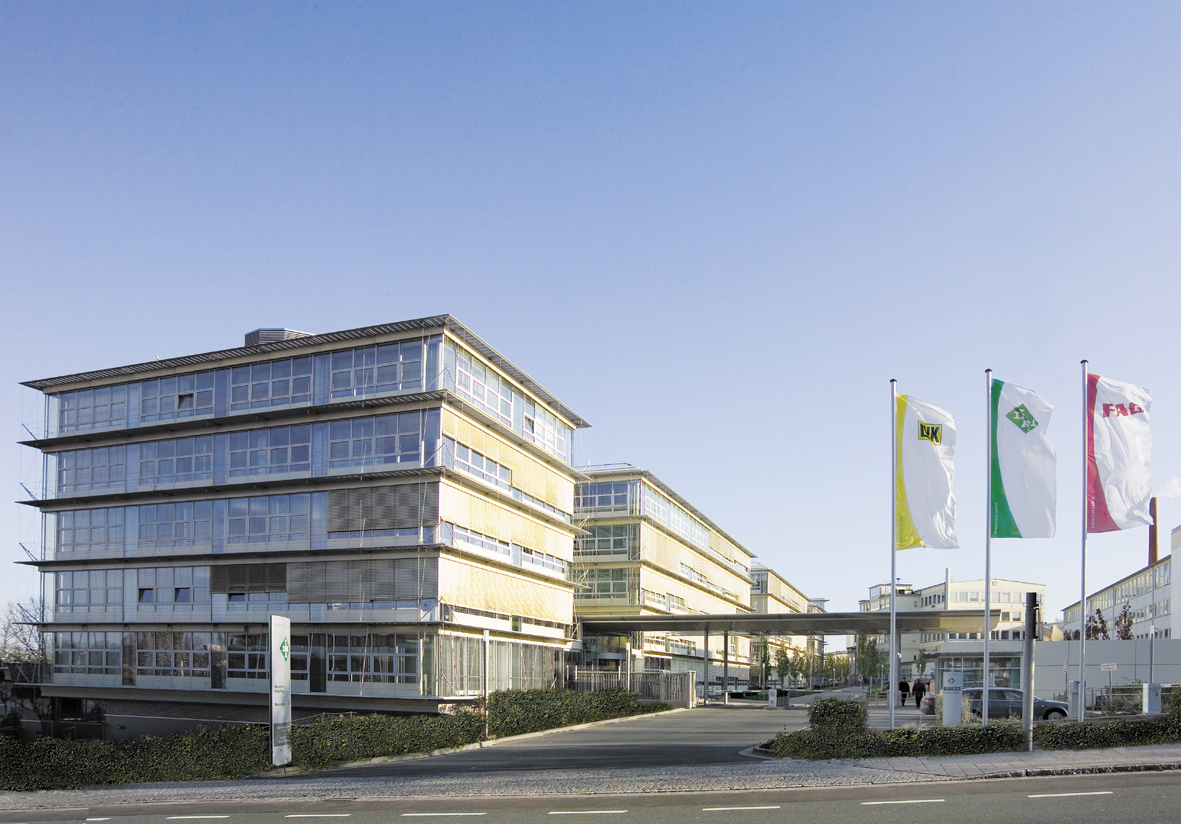
Sede principal da Schaeffler AG em Herzogenaurach

A empresa estava no público relativamente desconhecido, até no outono de 2001 conseguiu a aquisição hostil da empresa FAG. No verão de 2008, seguiu a aquisição da Continental AG. Motivos do baixo renome foram que a anterior sociedade em comandita simples como empresa de família com sócios com responsabilidade pessoal era sujeita a menos exigências de revelação e com produtos não produzidos diretamente para os consumidores finales.

## Proprietários
Em 1946, os irmãos Wilhelm Schaeffler (1908-1981) e Georg Schaeffler (1917-1996) fundaram a empresa. A viúva do fundador da empresa Georg Schaeffler, Maria-Elisabeth Schaeffler, possui actualmente o 20% e seu filho Georg Friedrich Wilhelm Schaeffler o 80% da empresa. A empresa operacional do Grupo Schaeffler e o investimento na Continental AG foram empacotados o 13 de outubro de 2011 em uma sociedade anônima que agora é chamada Schaeffler AG.

## História
A empresa provém da Davistan AG em Katscher na Alta Silésia, que em 1933, depois que os seus fundadores judeus tiveram que fugir por causa do nazismo, estava sobreendividada e foi assumida dum consórcio de bancos.
1939 Wilhelm Schaeffler adquiriu a empresa e fabricava durante a Segunda Guerra Mundial, baixo o novo nome de "Wilhelm Schaeffler AG", com trabalhadores escravos de toda Europa, têxteis para a Wehrmacht e, a partir de 1941, rolamentos de agulha para cadeias de tanques. Segundo informações de Spiegel TV é possível que neste tempo têxteis foram também feitas dos cabelos de prisioneiros dos campos de concentração, mas segundo as investigaçãoes do historiador Gregor Schöllgen que examinou a história da empresa em nome da família, essas acusaçãoes, de acordo com o conhecimento disponível atualmente, não podem ser verificadas.
Em 1945 a empresa mudou-se para Schwarzenhammer na Alta Francónia por causa do avanço do exército soviético. Na primavera de 1946, os irmãos Wilhelm e Georg Schaeffler fundaram com dois sócios em Herzogenaurach, a empresa junto com a companhia Industrie-GmbH, que inicialmente fabricou botões e fivelas de cinto feito de madeira e depois mudou-se a fabricar também ferramentas. Em 1949, Georg Schaeffler desenvolveu o rolamento de roletes para rolamentos de agulha, que levou a seguinte empresa Industrie Nadellager (INA) ao sucesso. 1951, a Saar Nadellager oHG foi fundada em Homburg como primeira filial da INA na Alemanha, em 1956, seguiu a primeira filial estrangeira em Haguenau, 1958 foi inauguração da fábrica em São Paulo, Brasil. 1965 foi adquirida ,com a participação da INA, a Lamellen und Kupplungsbau August Häussermann em Bühl e renomeado LuK Lamellen und Kupplungsbau GmbH. 1979, efetuou-se a participação na Hydrel AG, na Suíça, e em 1984 o investimento na Helmut ELGES GmbH, Steinhagen. 1991 e 1992, as empresas em Skalica, Eslováquia, e Ansan, Coreia, foram inauguradas, e em 1995 seguiu a INA Bearings China Co. Ltd. em Taicang, China. 2000 a participação maioritária na REGE Motorenteile GmbH foi adquirida. 2001, o Grupo adquiriu a o concorrente FAG Kugelfischer em Schweinfurt por uma aquisição hostil que transformou numa empresa privada sem ações.
Hoje, o Grupo Schaeffler fabrica vários componentes para a indústria automotiva, engenharia mecânica e indústria aeroespacial baixo as marcas INA, FAG e LuK. Na divisão Automotive surgem componentes e unidades para motores, transmissões e chassis e componentes para as indústrias de tecnologia de acionamento, máquinas de produção, indústria pesada, indústria de bens de consumo, energia eólica, equipamentos de transporte ferroviário.
Desde o início da década de 1970, também peças para motores são desenvolvidas e produzidas, tais como elementos de compensação da folga das válvulas, transmissão por corrente e correias de transmissão, balancins, balancims, ajustadores da árvore de cames e fusos de esferas de direção eletromecânica. A tecnologia de núcleo da empresa conta, entre outros, a transformação fria (desenho de profundidade). A empresa detém em 40 locais de desenvolvimento em todo o mundo aproximadamente 18 mil patentes e pedidos de patentes e é uma das maiores entidades de formação profissional no norte da Baviera.
No 4 de outubro de 2013, Schaeffler anunciou que o anterior diretor executivo Juergen Geissinger deixa a companhia por acordo mútuo e com efeito imediato. No 4 de junho de 2014 Schaeffler anunciou que o até então presidente em exercício provisório, Klaus Rosenfeld, assume a direção do grupo de forma permanente.
Em janeiro de 2013, o grupo ocupou a posição 11 das 500 mais grandes empresas de família na classificação da revista Wirtschaftsblatt.

## Aquisição da Continental AG
Em 14 de julho de 2008, o Grupo Schaeffler confirmou o seu interesse fundamental em um engajamento com o fornecedor automotivo Continental. [17] Em 15 de julho de 2008, uma primeira oferta no valor de 69,37 euros por cada ação de Continental foi submetida. Ao mesmo tempo, foi anunciado que o Grupo Schaeffler tinha assegurado uma participação de aproximadamente 36 por cento através de equity swaps com liquidação financeira. Em 21 de agosto de 2008, o Grupo Schaeffler concluiu com a Continental AG um acordo de investimento. O engajamento do Grupo Schaeffler em Continental AG devesse ser confinado dentro dos próximos quatro anos em uma participação minoritária de até 49,99 por cento. Garante para salvaguardar os interesses de todos os stakeholders da Continental AG deveria ser o ex-chanceler alemão Gerhard Schröder.
O Grupo Schaeffler acabaram sendo ofertadas 90 por cento das ações da Continental AG a um preço da última oferta de aquisição, no valor de 75 euros. O preço das ações foi caida temporariamente a cerca de 20 euros. por causa de obrigações resultantes da oferta de aquisição Schaeffler tinha que aceitar o alto preço das ações da Continental. Os mais de 49,99 por cento de ações excesso foram repassados aos bancos participantes. O resultado foi que o grupo Schaeffler tiveram maiores dívidas que previsto e as ações da Continental AG, que foram originalmente previstos como garantia para a dívida, no início de 2009, apenas cerca de um quarto valiam tanto como originalmente previsto.
31 de agosto de 2008, Manfred Wennemer estava aliviado a seu próprio pedido do cargo de Presidente do Conselho de Administração, cargo que ocupou desde 11 de Setembro de 2001. Foi sucedido por Karl-Thomas Neumann.
Entre a Continental e a Schaeffler escalou uma disputa, como a enorme carga de dívida pudesse ser reduzida e a fusão poderia ser salvada. Após Schaeffler adquiriu no início de 2009, a participação de facto maioritária na Continental AG, o presidente da Continental Hubertus von Grünberg renunciou em 24 de janeiro de 2009.
Continental e Schaeffler tiveram um total de cerca de 23 bilhões de euros de dívida e tentaram fim de janeiro de 2009, a receber ajuda estatal para a persistência do Grupo Schaeffler. Os governos dos estados Baixa Saxónia e Baviera discutiram uma ajuda no valor de cerca de 500 milhões de euros e do governo federal garantias no valor de € 4000000000 foram requeridas.
Para chamar a atenção à situação ameaçando a sua existência, os empregados da empresa fundaram a iniciativa Auch wir sind Schaeffler (nós também somos Schaeffler). Em uma primeira ação, em fevereiro de 2009 8.000 empregados e muitos amigos da empresa demonstraram em Herzogenaurach para a preservação do Grupo Schaeffler.
O Grupo Schaeffler comparou a sua importância para a indústria automotiva com o banco norte-americano de investimento Lehman Brothers para o sector bancário. Prometeu um reembolso rápido de auxílios estatais com juros que nunca foram solicitados ou usados.
Nas negociações com o sindicatoIG Metall, amplas concessões para uma ampliação da co-determinação na empresa e a publicação dos resultados financeiros foram feitas.
Em meados de março de 2009, Klaus Rosenfeld, o ex-diretor financeiro do Dresdner Bank, foi nomeado como o novo diretor financeiro.
Em 19 de outubro de 2009 Wolfgang Reitzle foi nomeado presidente do Conselho de Administração da Continental AG.
Em 6 de janeiro de 2010 Continental marcou um total de 1,1 mil milhões de euros em receitas brutas para a emissão de 31.000.000 novas ações. A Schaeffler KG, M. M. Warburg & Co KGaA e a B. Metzler Seel. Sohn & Co. depois do incremento do capital, juntos tinham pouco mais do 60 por cento da Continental AG.

## Produtos

### INA
INA (Industrie NAdellager)

INA-Logo

- 1946 os irmãos Wilhelm e Georg Schaeffler fundaram, com dois parceiros, a Industrie-GmbH, e, depois, a INA-Schaeffler KG, em Herzogenaurach.
- 1949 o desenvolvimento do rolamento de roletes por Georg Schaeffler faz dos rolos de agulhas um componente confiável para a indústria.
- 1965 a INA participa na fundação da LuK Lamellen und Kupplungsbau GmbH em Bühl, que está completamente adquirida em 1999 para expandir a competência como fornecedor de sistemas da indústria automotiva.
- 1996 Georg Schaeffler morre na idade de 79 anos. Maria-Elisabeth Schaeffler e o seu filho Georg F. W. Schaeffler continuam a sua obra de vida.

Desde 1998, Juergen M. Geißinger é gerente da INA, e com a transformação da Schaeffler GmbH, fundada em 2010, em uma sociedade anônima o 13 de outubro de 2011 diretor executivo da Schaeffler AG.

### FAG
FAG (Fischers Aktien-Gesellschaft)

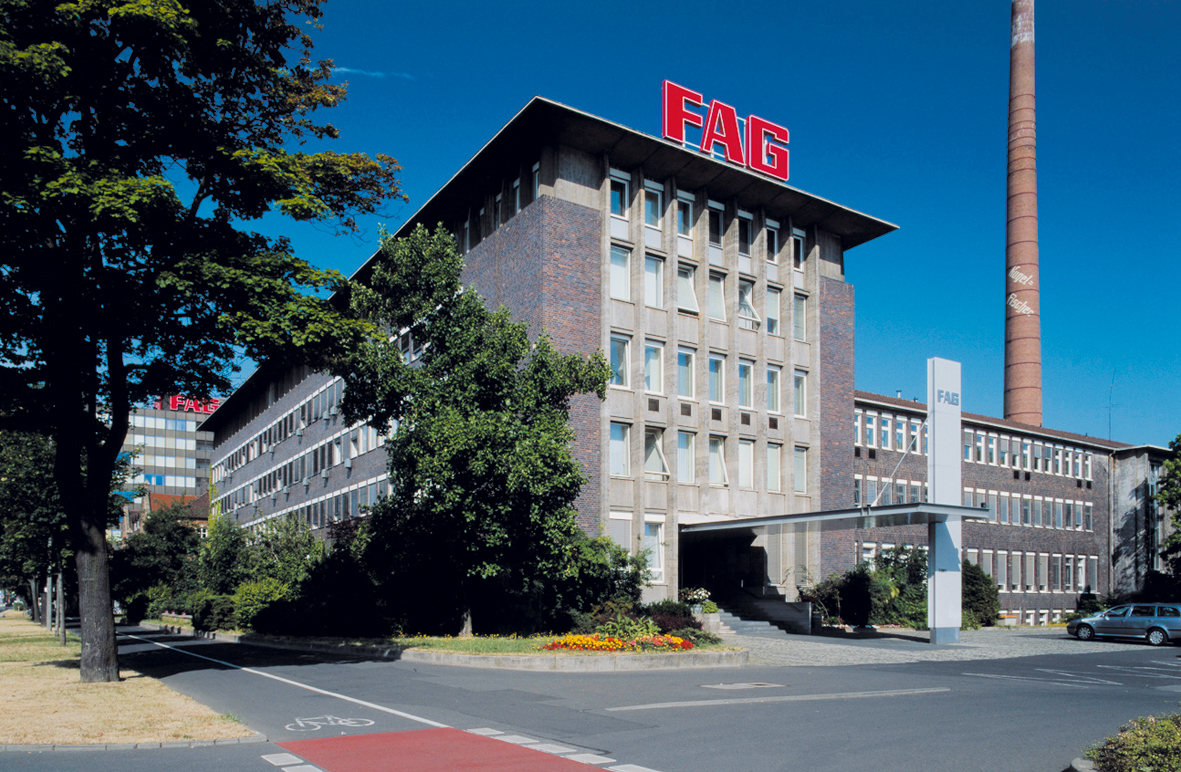
Sede da Schaeffler Technologies GmbH & Co. KG em Schweinfurt

- 1883, Friedrich Fischer construiu em Schweinfurt uma retífica de esferas. Com ela foi possível pela primeira vez amolar redondo esferas de aço. O aparelho melhorado por Fischer e Wilhelm Höpflinger é registrado como patente em 1890. Com isso a primeira pedra é colocada para o florescimento da  indústria de rolamentos nos anos subseqüentes.
- 29 de julho de 1905, a marca FAG é registrada pela Oficina de Patentes e Marcas Registradas em Berlim.
- 1909 Georg Schäfer (I) assume a empresa em dificuldades "Erste Automatische Gußstahlkugelfabrik, vormals Friedrich Fischer, AG" e converte-lo em 1 de novembro em uma sociedade em nome coletivo.
- 1914-1918: Durante a Primeira Guerra Mundial, o número de empregados dobrou a 2.000.
- 1925 Georg Schäfer (I) morreu.
- 1929: Como a única empresa do setor, Georg Schäfer (II) não participa com a FAG na fusão concluída sob a pressão da SKF sueca no setor da indústria de rolamentos alemã. Schäfer usa o espaço livre criado pela fusão para um sucesso estupendo . Durante a crise econômica mundial, o número de empregados aumenta quase pela metade a aproximadamente 3.000 (1939: 9.000).
- 1941: Mudança do nome em " FAG Kugelfischer Georg Schäfer".
- 1945: Como um dos principais fornecedores para a indústria de defesa, a empresa emprega 11.700 pessoas, incluindo muitos trabalhadores forçados.

Após a guerra ocorre, à decisão dos aliados, primeiro a desmontagem completa das instalações industriais danificadas durante a guerra.
- 1948: Recomeço da gestão por parte dos parceiros gerais Otto e Georg Schäfer. FAG pode estabelecer-se como um dos principais fabricantes de rolamentos do mundo.
- 1968: Aquisição da empresa austríaca AKF (Allgemeine Kugellagerfabrik Ges.m.b.H.).
- 1975: Morte de Georg Schäfer (II). O Grupo FAG Kugelfischer tem cerca de 30.000 empregados em todo o mundo.
- 1979 Venda do sector sistemas de injeção de Kugelfischer a Bosch.
- 1985: Conversão da sociedade em nome coletivo numa sociedade em comandita por ações. O acionista majoritário é a família Schäfer.
- 1991: Em Pößneck a companhia Kugelfischer compra Rotasym da Treuhandanstalt. A fábrica Rotasym foi fechada pouco tempo depois.
- 1993: Por causa do engajamento nos novos estados federais (DKFL) a empresa fica numa crise que ameaça a sua existência. Sob a liderança de Kajo Neukirchen efetua-se o saneamento. A empresa é dissolvida e o número de empregados reduzido pela metade. A família Schäfer se retira do Conselho de Administração.
- 2001: Como parte de uma aquisição hostil, INA-Schaeffler adquire todas as ações do concorrente e em 2003  leva a empresa da Bolsa. A empresa tradicional FAG Kugelfischer foi finalmente dissolvida em 1 de Janeiro de 2006 e integrada nas operações do Grupo Schaeffler (Schaeffler KG). Dentro do Grupo Schaeffler a marca FAG é  representada em todos os setores - Aeroespacial, Automotiva e Industrial.

### LuK

LuK-Logo

A LuK GmbH & Co. KG (Lamellen und Kupplungsbau), com sede em Bühl na Floresta Negra, é um fornecedor de cadeias cinemáticas para automóveis e foi fundada em 1965 pelos irmãos Georg Schaeffler und Wilhelm Schaeffler na zona industrial de Bühl como LuK GmbH. LuK se originó da Lamellen- und Kupplungsbau August Häussermann que foi fundada em 1927 em Esslingen-Mettingen.
A gama de produção da empresa agosto Häussermann foi ampliada após a Segunda Guerra Mundial com a inclusão de embreagens de veículos a motor e discos de embreagem. Somado a isso foi a produção de molas de disco, que se tornou parte integrante das embraiagens manufaturadas de veículos a motor. Em maio de 1965, a LuK suministra resortes de disco embreagens para o sucessor do Volkswagen Fusca em série. A partir de 1967, a empresa cresceu e se expandiu em Alemanha e no exterior. A produção em série de embreagens de veículos para outros fabricantes conhecidos de automóveis nacionais e estrangeiros seguiu. Além disso, também foram produzidas em série embreagens para tratores e máquinas agrícolas. Um outro setor da empresa é o comércio com peças de reposição de embreagems para a exportação. De esta linha de negócios derivó em 1975 a AS Autoteile-Service GmbH (mais tarde LuK Aftermarket, hoje Schaeffler Automotive Aftermarket GmbH & Co. KG) em Langen, perto de Frankfurt am Main.
No final dos anos 1970, o volume de produção aumentou para mais de 200 milhões de marcos. O Volante Bimassa (ZMS) desenvolvido pela LuK, aclamado como novedad mundial em 1985, tem prevalecido para o amortecimento de vibrações em árboles de transmisión. 1995 LuK produziu os primeiros embreagems auto-ajustáveis (SAC) em série. Desde 1999 LuK fornece componentes para a nova transmissão variável (CVT) com o nome "Multitronic" de Audi. Em 1 de janeiro de 2000, o Grupo Schaeffler adquiriu os 50 por cento restantes do grupo LuK da Valeo.
A gama de produtos do Grupo LuK compreende hoje sistemas de acoplamento, amortecedores de torção e componentes de transmissão para transmissão variável, automática e transmissão de dupla embreagem. A LuK é hoje, com mais de 8.000 empregados, (3.800 já na sede principal em Bühl), um dos maiores empregadores do "Regio Pamina" (Palatinado, Norte-Alsace, Reno Superior Central).
A Schaeffler Automotive Aftermarket (antes de 1 de janeiro de 2009: LuK-Aftermarket) vende peças de reposição das marcas LuK, INA, FAG e Ruville a oficinas de automóveis e o comércio.
Em março de 2006, as fábricas do setor bombas (LuK Fahrzeughydraulik und LuK Automobiltechnik) foram vendidas e continuadas por terceiros sob o nome ixetic GmbH.

## Literatura
- Klaus-Peter Gäbelein: 50 Jahre Schaeffler Herzogenaurach. In: Herzogenauracher Heimatblatt (Hrsg.: Stadt Herzogenaurach, Beilage im Amtsblatt Nr. 45/1997), Nummer 18 vom 6. November 1997, 6 S.
- Thomas Horling: Kartell und ausländisches Kapital. Die deutsche Wälzlagerindustrie in den Jahren 1925–1932, in: Jahrbuch für fränkische Landesforschung 66 (2006), S. 521–562.
- Gregor Schöllgen: Schaefflers dunkler Schatten. In: Cicero, 03/2009, Seite 82–85.